# Bangard
Sous l'Ancien Régime, le bangard est l'homme chargé du respect des bans : c'est-à-dire des espaces d'affectation des cultures (blé, avoine, seigle, pommes de terre, prairies) et du moment des récoltes (fenaison, moisson, vendanges).
Un « bangard » était donc plus ou moins l'équivalent d'un garde champêtre ou d'un garde-messier.
Jusqu'en 1914, les bans furent fixés par réunion publique des paysans-propriétaires en l'église paroissiale.
Actuellement[Quand ?], le terme de « ban des vendanges » est encore utilisé en quelques régions[Lesquelles ?].
Cette coutume astreignait la communauté à un assolement quadriennal avec usage d'un ban des jachères. Elle permettait aussi un travail plus communautaire et une entraide (prêt d'attelages pour extraire les chariots embourbés, pour escalader à charge une pente raide, etc). Elle évitait également la dévastation de récoltes par des passages trop précoces ou désorganisés.